# Actina acutula
Actina acutula är en tvåvingeart som beskrevs av Yang och Akira Nagatomi 1991. Actina acutula ingår i släktet Actina och familjen vapenflugor. Inga underarter finns listade i Catalogue of Life.